# Salzburg Ducks 2024
Questa voce raccoglie le informazioni riguardanti i Salzburg Ducks nelle competizioni ufficiali della stagione 2024.

## Maschile

### Austrian Football League 2024

#### Stagione regolare
| Salisburgo 30 marzo 2024, ore 14:00 3ª giornata | Salzburg Ducks | 17 – 20 (7-0 0-7 3-6 7-7) referto | Graz Giants | Ducks Pond (750 spett.) |

| Vienna 13 aprile 2024, ore 17:00 4ª giornata | Vienna Vikings | 62 – 0 (21-0 20-0 21-0 0-0) referto | Salzburg Ducks | Footballzentrum Ravelin (1051 spett.) |

| Salisburgo 27 aprile 2024, ore 14:00 5ª giornata | Salzburg Ducks | 7 – 34 (7-6 0-13 0-15 0-0) referto | Prague Black Panthers | Ducks Pond (720 spett.) |

| Innsbruck 4 maggio 2024, ore 18:00 6ª giornata | Tirol Raiders | 30 – 0 (14-0 6-0 0-0 10-0) referto | Salzburg Ducks | Football Bundes Leistungs Zentrum (622 spett.) |

| Mödling 18 maggio 2024, ore 17:00 7ª giornata | AFC Rangers Mödling | 0 – 37 (0-7 0-13 0-14 0-3) referto | Salzburg Ducks | Stadion Mödling |

| Salisburgo 25 maggio 2024, ore 14:00 8ª giornata | Salzburg Ducks | 35 – 7 (14-0 0-7 0-0 21-0) referto | AFC Rangers Mödling | Ducks Pond (860 spett.) |

| Telfs 30 maggio 2024, ore 15:00 Recupero 2ª giornata | Telfs Patriots | 0 – 41 (0-14 0-17 0-7 0-3) referto | Salzburg Ducks | Sportzentrum Telfs |

| Vienna 8 giugno 2024, ore 15:15 9ª giornata | Danube Dragons | 42 – 21 (14-0 14-7 7-7 7-7) referto | Salzburg Ducks | Sportplatz Donaufeld (1100 spett.) |

| Salisburgo 15 giugno 2024, ore 16:00 10ª giornata | Salzburg Ducks | 30 – 14 (7-0 6-7 7-0 10-7) referto | Tirol Raiders | Ducks Pond (650 spett.) |

| Salisburgo 6 luglio 2024, ore 16:00 Recupero 1ª giornata | Salzburg Ducks | 39 – 41 (0-14 12-13 7-7 20-7) referto | Danube Dragons | Ducks Pond (1300 spett.) |

### Statistiche di squadra
| Competizione      | %Vittorie | In casa | In casa | In casa | In casa | In casa | In casa | In trasferta | In trasferta | In trasferta | In trasferta | In trasferta | In trasferta | Totale | Totale | Totale | Totale | Totale | Totale |
| Competizione      | %Vittorie | G       | V       | N       | P       | Pf      | Ps      | G            | V            | N            | P            | Pf           | Ps           | G      | V      | N      | P      | Pf     | Ps     |
| ----------------- | --------- | ------- | ------- | ------- | ------- | ------- | ------- | ------------ | ------------ | ------------ | ------------ | ------------ | ------------ | ------ | ------ | ------ | ------ | ------ | ------ |
| Stagione regolare | .400      | 5       | 2       | 0       | 3       | 128     | 116     | 5            | 2            | 0            | 3            | 99           | 134          | 10     | 4      | 0      | 6      | 227    | 250    |
| Totale            | .400      | 5       | 2       | 0       | 3       | 128     | 116     | 5            | 2            | 0            | 3            | 99           | 134          | 10     | 4      | 0      | 6      | 227    | 250    |

### Statistiche personali

#### Marcatori
| Giocatore     | Ruolo | TD rush | TD recv | TD int | TD p.ret | TD k.ret | TD oth | Xp1 | Xp2 | FG | Saf | Totale |
| ------------- | ----- | ------- | ------- | ------ | -------- | -------- | ------ | --- | --- | -- | --- | ------ |
| Güther        |       | 0       | 9       | 0      | 0        | 0        | 0      | 0   | 0   | 0  | 0   | 54     |
| Madden        |       | 7       | 0       | 0      | 0        | 0        | 0      | 0   | 0   | 0  | 0   | 42     |
| Reuter        |       | 0       | 0       | 0      | 0        | 0        | 0      | 16  | 0   | 5  | 0   | 31     |
| Wiesauer      |       | 3       | 0       | 0      | 0        | 0        | 0      | 0   | 0   | 0  | 0   | 18     |
| Denton        |       | 2       | 0       | 0      | 0        | 0        | 0      | 0   | 0   | 0  | 0   | 12     |
| Lukač         |       | 0       | 2       | 0      | 0        | 0        | 0      | 0   | 0   | 0  | 0   | 12     |
| McClure       |       | 2       | 0       | 0      | 0        | 0        | 0      | 0   | 0   | 0  | 0   | 12     |
| Roth          |       | 0       | 2       | 0      | 0        | 0        | 0      | 0   | 0   | 0  | 0   | 12     |
| Hillen        |       | 0       | 1       | 0      | 0        | 0        | 0      | 0   | 0   | 0  | 0   | 6      |
| Ilsanker      |       | 0       | 0       | 0      | 0        | 0        | 0      | 3   | 0   | 1  | 0   | 6      |
| Poor          |       | 0       | 0       | 1      | 0        | 0        | 0      | 0   | 0   | 0  | 0   | 6      |
| Steinbichler  |       | 1       | 0       | 0      | 0        | 0        | 0      | 0   | 0   | 0  | 0   | 6      |
| Dobler        |       | 0       | 0       | 0      | 0        | 0        | 0      | 5   | 0   | 0  | 0   | 5      |
| Fuschelberger |       | 0       | 0       | 0      | 0        | 0        | 0      | 0   | 0   | 0  | 1   | 2      |
| Niebler       |       | 0       | 0       | 0      | 0        | 0        | 0      | 2   | 0   | 0  | 0   | 2      |
| ?             |       | 0       | 0       | 0      | 0        | 0        | 0      | 1   | 0   | 0  | 0   | 1      |

#### Passer rating
| Giocatore     | G | Att | Comp | Int | Yds | TD | NFL    | NCAA   |
| ------------- | - | --- | ---- | --- | --- | -- | ------ | ------ |
| Steinbichler  | 2 | 13  | 9    | 0   | 83  | 4  | 125,96 | 224,40 |
| McClure       | 3 | 82  | 48   | 1   | 644 | 7  | 106,96 | 150,24 |
| Denton        | 6 | 106 | 49   | 1   | 559 | 2  | 64,94  | 94,86  |
| Böhm          | 1 | 1   | 1    | 0   | 71  | 1  |        |        |
| Fuschelberger | 1 | 1   | 1    | 0   | 11  | 0  |        |        |

## Femminile

### AFL - Division Ladies 2024

#### Stagione regolare
| Salisburgo 2 giugno 2024, ore 16:00 CEST 1ª giornata | Salzburg Ducks Ladies | 24 – 70 (18-7 0-31 6-26 0-6) referto | Tirol Raiders Ladies/ Schwaz Hammers Ladies | Ducks Pond |

| Vienna 23 giugno 2024, ore 14:00 CEST 3ª giornata | Vienna Vikings Ladies | 13 – 27 (6-6 0-6 7-8 0-7) referto | Salzburg Ducks Ladies | Footballzentrum Ravelinstraße |

| Innsbruck 30 giugno 2024, ore 15:00 CEST 4ª giornata | Tirol Raiders Ladies /Schwaz Hammers Ladies | 72 – 36 (15-6 14-12 35-12 12-6) referto | Salzburg Ducks Ladies | Football Bundes Leistungs Zentrum |

| Salisburgo 20 luglio 2024, ore 16:00 CEST 6ª giornata | Salzburg Ducks Ladies | 42 – 6 referto | Vienna Vikings Ladies | Ducks Pond |

#### Playoff
| Wiener Neustadt 28 luglio 2024, ore 13:00 Ladies Bowl | Tirol Raiders Ladies/ Schwaz Hammers Ladies | 72 – 54 (20-6 14-6 24-14 14-28) referto | Salzburg Ducks Ladies | Ergo Arena |

### Statistiche di squadra
| Competizione      | %Vittorie | In casa | In casa | In casa | In casa | In casa | In casa | In trasferta | In trasferta | In trasferta | In trasferta | In trasferta | In trasferta | Totale | Totale | Totale | Totale | Totale | Totale |
| Competizione      | %Vittorie | G       | V       | N       | P       | Pf      | Ps      | G            | V            | N            | P            | Pf           | Ps           | G      | V      | N      | P      | Pf     | Ps     |
| ----------------- | --------- | ------- | ------- | ------- | ------- | ------- | ------- | ------------ | ------------ | ------------ | ------------ | ------------ | ------------ | ------ | ------ | ------ | ------ | ------ | ------ |
| Stagione regolare | .500      | 2       | 1       | 0       | 1       | 66      | 76      | 2            | 1            | 0            | 1            | 63           | 85           | 4      | 2      | 0      | 2      | 129    | 161    |
| Playoff           | .000      | 0       | 0       | 0       | 0       | 0       | 0       | 1            | 0            | 0            | 1            | 54           | 72           | 1      | 0      | 0      | 1      | 54     | 72     |
| Totale            | .400      | 2       | 1       | 0       | 1       | 66      | 76      | 3            | 1            | 0            | 2            | 117          | 157          | 5      | 2      | 0      | 3      | 183    | 233    |